# ФК Миньор (Раднево)
ФК Миньор (Раднево) е български футболен клуб от град Раднево, който участва в Югоизточната група на Четвърта аматьорска футболна лига.

## История
През 1994 г. в Стара Загора е създаден футболен клуб Боруй. През 2003 г. той сменя собственика си и се преименува на Берое АКБ. В началото на 2004 г. отборът се премества в Раднево и променя името си на АКБ Миньор, като наследява традициите на местния Марица-изток, носил през отделни периоди и имената Левски и Миньор. През 2006 г. отборът сменя името си на „Миньор“ (Раднево). През сезон 2008/2009 отборът бива закрит поради финансови причини. През сезон 2012/2013 „миньорите“ се завръщат в най-долния ешелон на българския футбол, през същия сезон стават първи и се класират за Югоизточна В група след баражи. След премахването на OФК Миньор (Раднево) през 2009 г. поради финансови причини, футболът в Раднево се подновява през 2011 г., но с име на отбора ФК Мини Марица-изток (Раднево). Отборът се подвизава в А ОФГ Стара Загора. През 2012 г. OФК Миньор (Раднево) подновява дейността си в А ОФГ Стара Загора. Точно един сезон е нужен на радневци да спечелят шампионата, а след това и баражите за влизане във В Югоизточната футболна група.

## Успехи
- Финалист в турнира за КСА (в неофициалния турнир): 1988/89 г. (като Марица-Изток). ЦСКА – Марица-Изток 6:1
- 5-о място в Източната Б група през 2005/06 г.
- Осминафиналист за Купата на България през 2005/06 г.
- Шампион на А окръжна футболна група през 2012/2013 г.

## Последните 10 сезона
2024/25  -             А ОФГ СЗ     - 7-мо място 
2023/24 -              А ОФГ СЗ  -   5-то място 
2022/23 -              А ОФГ СЗ  -   4-то място 
2021/22 -              А ОФГ СЗ - 10-то място 
2020/21                      - Не е намерена информация
2019/20 -             Трета лига  -   6-то място 
2018/19 - Трета лига - 6-то място 
2017/18 - Трета лига - 3-то място 
2016/17 - Трета лига - 15-то място  

2015/16 - "В" АФГ - 16-то място 

## Известни футболисти
- Анастас Петров
- Андрей Желязков
- Димитър Божилов
- Теньо Тенев
- Божидар Бонев
- Живко Миренски
- Вълчан Танев
- Иван Бозуков
- Валентин Велев
- Живко Митев
- Даниел Добриков
- Петър Янков
- Петко Ганчев
- Димитър Сивов
- Георги и Динко Димитрови
- Васил Гърков
- Запрян Иванов
- Танко Дяков
- Боян Пейков
- Тодор Тодоров
- Николай Топузаков
- Антон Поповски
- Васил Ботев
- Живко Калчев